# Ludu Daw Amar
Ludu Daw Amar (también Ludu Daw Ah Mar; en birmano: လူထုဒေါ်အမာ, pronunciado /lùdṵ dɔ̀ ʔəmà/; 29 de noviembre de 1915 - 7 de abril de 2008) fue una reconocida y respetada escritora y periodista disidente en Mandalay, Birmania. Estaba casada con el también escritor y periodista Ludu U Hla y era madre del popular escritor Nyi Pu Lay. Es conocida por sus opiniones abiertas contra el gobierno y su periodismo radical de izquierda, además de su destacada labor en las artes, el teatro, la danza y la música tradicionales de Birmania, y varias obras de traducción del inglés, tanto de ficción como de no ficción.

## Estudiante escritora y activista
Nacida en una antigua familia establecida de Mandalay que comerciaba con tabaco y fabricaba puros, Amar fue el cuarto de una familia de doce, de los cuales solo seis sobrevivieron hasta la edad adulta. Fue educada en la American Baptist Mission School y posteriormente en la National High School con el director Abdul Razak, quien más tarde se convirtió en el ministro de Educación en el gabinete de Aung San y fue asesinado con él y otros en julio de 1947. Leyó ciencias en el Mandalay Intermediate College y pasó a la Universidad de Rangún para obtener una licenciatura. Su primer trabajo notable fue una traducción de Ensayos en Birmania de Maurice Collis en 1938, y en ese momento ya estaba publicada en la revista Owei (အိုးဝေ, Peacock's Call) de la universidad, y también en la revista Kyipwa Yay (ကြီးပွားရေး မဂ္ဂဇင်း, Progress), dirigida por su futuro esposo U Hla, bajo su propio nombre, así como los seudónimos Mya Myint Zu y Khin La Win.
Cuando estalló la segunda huelga de estudiantes universitarios en la historia en 1936, Amar y su amiga de Mandalay M.A. Ma Ohn se hicieron famosas como líderes estudiantiles entre los huelguistas acampados en las terrazas de la Pagoda Shwedagon. U Hla era un partidario acérrimo de la huelga y comenzó a cortejar a Amar; en 1939 se casaron y U Hla trasladó su revista a Mandalay.

## Kyipwa Yay en tiempo de guerra
La familia huyó al campo al norte de Mandalay cuando estalló la Segunda Guerra Mundial en el Este en 1942, pero la revista siguió saliendo. Daw Amar tradujo uno de los tres superventas durante la guerra del escritor soldado japonés Ashihei Hino llamado Wheat and Soldiers (ဂျုံ နှင့် စစ်သား, Gyon hnint sittha) y lo publicó junto con los otros dos traducidos por su esposo. También tradujo The Rainbow (သက် တံ ရောင်, Thettant yaung) de la escritora checoslovaca Wanda Wasilewska en 1945, impreso en papel de regalo azul, el único tipo de papel disponible en ese momento. Tanto marido como mujer se involucraron en el movimiento de Resistencia contra la ocupación japonesa y formaron la organización Asha Lu Nge (အာရှ လူငယ်, Asia Youth) en Mandalay. Su esposo fue arrestado brevemente por las autoridades militares después de que el Decimocuarto Ejército británico reconquistara la ciudad a causa de los libros de Hino Ashihei.

## Ludu de la posguerra
Al final de la guerra en 1945, U Hla lanzó un periódico quincenal llamado Ludu Journal (လူထုဂျာနယ်) - Ludu es birmano para 'la gente / masas' - con Amar como su editor asistente. El Ludu Daily se lanzó con éxito al año siguiente y, posteriormente, la pareja pasó a ser conocida como Ludu U Hla y Ludu Daw Amar. Sus incisivos comentarios y análisis políticos hicieron una contribución significativa al anhelo de independencia y lucha unificada del país contra el dominio colonial. Sus publicaciones nunca habían publicado anuncios de alcohol, drogas para mejorar el desempeño sexual o los juegos de azar, ni consejos sobre carreras, asuntos lascivos y chismes. Hubo que persuadir a U Hla de que hiciera una excepción con los anuncios de películas para la supervivencia del periódico.
Una mañana de 1948, poco después de que Birmania obtuviera su independencia de Gran Bretaña, sin embargo, la Kyipwa Yay Press en Mandalay fue destruida por la dinamita por las tropas gubernamentales que estaban enojadas porque la pareja ludu parecía simpatizar con los comunistas. Este fue un momento en el que el cambio de régimen ocurrió con bastante frecuencia y la ciudad cayó en manos, a su vez, de los rebeldes Karen, los comunistas y el nuevo gobierno socialista de U Nu. Toda la familia, incluidas dos mujeres embarazadas, fue arrojada a la calle, formada en fila y estaba a punto de ser baleada cuando varios monjes y lugareños intervinieron con éxito para salvar sus vidas.
En 1953, Amar viajó al extranjero a la Conferencia Mundial de Mujeres Democráticas en Copenhague, la Conferencia Mundial por la Paz en Budapest y el Cuarto Festival Mundial de la Juventud y los Estudiantes en Bucarest. En octubre de 1953, el gobierno de la Liga de la Libertad del Pueblo Antifascista (AFPFL) de U Nu encarceló a U Hla bajo la Sección 5 por sedición como prisionero político después de publicar una noticia controvertida en el periódico y pasó más de tres años en la Cárcel Central de Rangún hasta su lanzado en enero de 1957. Ya tenían cinco hijos, y el más joven, Nyein Chan (su nombre de pila significa "paz" en birmano, seudónimo de Nyi Pu Lay n. 1952) apenas era un niño. En marzo de 1959 las autoridades sellaron el papel y no volvió a salir hasta mayo del año siguiente. Amar viajó a Moscú en 1962 como invitado de Aeroflot Russian Airlines y visitó Alemania Oriental, Checoslovaquia y China. U Hla y Daw Amar eran bien conocidos por los estudiantes extranjeros de Birmania, así como por escritores, periodistas y artistas birmanos; la generación más joven de escritores y artistas en ciernes los llamó 'U-Lay' (tío) y 'Daw Daw' (tía). Su casa, Ludu Taik (Ludu House) en 84th. y 33, y siempre abierto a tales visitantes, fue a menudo su primer puerto de escala en Mandalay.

## Era militar
El Ludu Daily fue clausurado por el gobierno militar el 7 de julio de 1967. El periódico había defendido abiertamente la paz y una sociedad socialista, y se pronunció enérgicamente en apoyo del parlamento por la paz en 1963 entre el gobierno del Consejo Revolucionario de Ne Win y varios grupos insurgentes, tanto comunistas como étnicos, tal como lo habían hecho antes en los primeros años de la guerra civil en la década de 1950. Cuando se rompieron las conversaciones de paz, el hijo mayor de Amar, Soe Win (n. 1941), de 22 años y líder estudiantil en la Universidad de Rangún, pasó a la clandestinidad con algunos otros para unirse al Partido Comunista de Birmania. Fue asesinado en una sangrienta purga en 1967 en las selvas de las montañas Bago Yoma cuando el CPB llevó a cabo su propia revolución cultural. La pareja ludu, fiel a la actitud budista birmana hacia la muerte, declinó una invitación de las autoridades para visitar la tumba en la jungla de su primogénito. Su segundo hijo, Po Than Gyaung (n. 1945), también fue arrestado por presuntas actividades políticas estudiantiles clandestinas en la Universidad de Mandalay en julio de 1966, a la edad de 21 años, y detenido sin cargos ni juicio hasta mayo de 1972. Pasó parte de su encarcelamiento en la prisión de Mandalay y más tarde en la colonia penal de la isla del Coco en el mar de Andamán.
Ne Win los conocía personalmente desde los primeros días, y este último solía llamarlos a su casa cada vez que visitaba Mandalay. Continuaron escribiendo, investigando, organizando seminarios literarios, dando charlas y publicando material distinto de la política doméstica, y permanecieron activos en asuntos sociales y comunitarios. En 1975 aceptaron la invitación del gobierno para dar charlas a estudiantes universitarios de Mandalay y Rangún que participaran en la reconstrucción de los templos de Bagan dañados por el gran terremoto del mismo año. Algunas personas le dieron a Amar el epíteto 'duro por su nombre, duro por naturaleza' (amar significa 'duro/resistente' en birmano).

## Publicaciones
Daw Amar había escrito varios libros que incluían biografías, relatos de viajes, tratados sobre la cultura tradicional birmana y numerosos artículos en varias revistas, algunos de ellos autobiográficos y muchos recopilados posteriormente en libros.
1. Thamada Ho Chi Minh - Presidenta Hồ Chí Minh  1950
2. Hsoshalit taingpyi mya tho - A las Tierras Socialistas 1963
3. Pyithu chit thaw anupyinnya themya - Artistes that People Loved 1964; ganó el premio nacional de literatura sobre la cultura y las artes birmanas en el mismo año.
4. Aung Bala, Po Sein, Sein Gadoun - Artistas de teatro del mismo nombre 1967
5. Shwe Yoe, Ba Galay - Artistas del mismo nombre en 2 volúmenes 1969
6. Shweman Tin Maung - Intérprete de teatro del mismo nombre 1970
7. Anyeint - Actuación tradicional al aire libre en 2 volúmenes 1973
8. Gaba akyizoun sa ouk - El Libro más Grande del Mundo 1973, traducción al inglés del Doctor Than Tun 1974
9. Shwedaungtaung Articles 1975, traducido al japonés por Yasuko Dobashi alias Yin Yin Mya 1994
10. Sayagyi Thakin Kodaw Hmaing - una biografía de Thakin Kodaw Hmaing 1976
11. Chindwin hma pinle tho - De la Chindwin al mar: un cuaderno de viaje 1985
12. Myanma Mahagita - Música Clásica de Birmania 1989
13. Sayleik nè Lutha - Tobacco and Man, en coautoría con U Hla (Daw Amar fumaba desde los 8 años hasta los 40)
14. Mandalaythu Mandalaytha mya - Mandalayans 1991
15. Yadanabon Mandalay, Mandalay, Kyama do Mandalay - Mandalay, Nuestra Mandalay 1993
16. Thathana dazaun Sayadaw gyi mya - Los Maestros Reales (Abades Budistas): la Luz de Sasana 1994
17. Kyama do nge nge ga - Cuando Éramos Jóvenes 1994
18. Taung Layloun hma Natkyun ahti ahmattaya ahmasaga - De Taung Layloun a Natkyun: Palabras para Recordar
19. Gaba akyizoun kyauk sindudaw - La Imagen de Piedra más Grande del Mundo 1996
20. Myanma hkithit bagyi - Arte Moderno Birmano 1997
21. Amei shaysaga - Palabras de Madre de Antaño en 2 volúmenes 1997, vol 3 2007
22. Shissè thoun hnit shissè thoun gun - Ochenta y Tres Años Ochenta y Tres Palabras 1998
23. Taung Asha badinbauk mya - Windows en el Sur de Asia 1990
24. Nge ga kyun dè hkinpunthe tho - Mi Marido Mi Joven Amor 2001
25. Hsè hnapwè zaythe hnint kyama do anya - Los Comerciantes del Festival de Doce Temporadas y Nuestro Interior 2002
26. Lwanthu sa - Nostalgia 2003
27. Sa ouk sainga luwin luhtwet atway amyin hsaungba mya - Clientes en una Librería: Reflexiones 2004][1]
28. Mya Myint Zu Historias Breves 2006

Las obras traducidas del Inglés incluyen:
1. Trials in Burma  por Maurice Collis  en 2 volúmenes 1938
2. Sandamala  por Maurice Collis 1940
3. Wheat and Soldiers  por Ashihei Hino 1945
4. The Rainbow  por Wanda Wasilewska 1945
5. The Challenge of Red China  por Gunther Stein en 2 volúmenes 1949
6. In the Name of Peace  por Archie John Stone 1953
7. Listen Yankees  por Charles Wright Mills 1963
8. Cash and Violence in Laos  por Anna Lewis Strong 1963
9. The Other Side of the River  por Edgar Snow 1966
10. Memoirs of China in Revolution  por Chester Ronning 1979
11. Áfrican Short Stories 1989
12. Thai Short Stories en 2 volúmenes 1992 - 1993[1]

Artículos de revistas:
1. Kyama Yay Thamya Thu Bawa Ludu U Hla - Mi Perfil Sobre la Vida de Ludu U Hla en Shwe Amyutei

## Disidente famosa
Daw Amar había sido muy abierta contra el régimen militar, particularmente en sus últimos años. Fue arrestada junto con su esposo y su hijo menor Nyein Chan en 1978, después de que su segundo hijo, Po Than Gyaung, pasara a la clandestinidad para unirse al Partido Comunista de Birmania (actual portavoz del CPB) al igual que su difunto hermano Soe Win antes que él en 1963 Daw Amar y Nyein Chan no fueron puestos en libertad durante más de un año hasta finales de 1979, después de que U Hla fuera puesto en libertad. Nyein Chan fue arrestado nuevamente en diciembre de 1989, esta vez para pasar casi 10 años en prisión. Po Than Gyaung, que ahora vive exiliado en Yunnan, nunca volvería a ver a su madre.
U Hla murió en 1982 después de 43 años de matrimonio, cinco hijos y seis nietos. La pareja ludu había sido uno de los equipos de marido y mujer más conocidos entre los literatos birmanos. Daw Amar sufrió otra pérdida cuando sus plantas de impresión y almacenes se incendiaron en el gran incendio de 1984 que arrasó con el corazón de Mandalay. Desde que cumplió 70 años en 1985, el mundo del arte y la literatura en Birmania celebraba todos los años el cumpleaños de Daw Amar. El evento se había convertido en una convención no oficial de disidentes bajo la atenta mirada del siempre presente Servicio de Inteligencia Militar, que normalmente tenía lugar en el Monasterio de Taung Laylone, a orillas del lago Taungthaman en Amarapura, cerca de Mandalay, hasta noviembre de 2006, cuando el lugar tuvo que cambiarse bajo presión de las autoridades. Permaneció activa en la vida pública y fue fundamental en la fundación de la Byamazo Luhmuyay Athin (Asociación de Ayuda Mutua Voluntaria) en 1998 dedicada a ayudar a las familias pobres con el costo de la atención médica y los arreglos funerarios. La habían llamado "Madre del Pueblo" y "Gran anciana". En una sociedad donde se venera la vejez, la mayoría de las personas se dirigen a ella como Amei (Madre) de la misma manera que ella se referiría a sí misma según la costumbre birmana.
"Para aquellos de nosotros que no bailamos con la melodía de las autoridades, debemos ser creativos en lo que escribimos para transmitir nuestro mensaje", dijo, confirmando que no había libertad de prensa en Birmania. Lamentó tener que dejar el periodismo y solo pudo escribir sobre la tradición y la cultura. En sus artículos recogidos más tarde en "Palabras de madre de antaño", lamentó el debilitamiento de la cohesión social, la moral y los valores tradicionales en la vestimenta y la manera que atribuyó al desorden económico, el consumismo y la globalización, y la inmigración china. Una vez escribió que los chinos habían ocupado Mandalay sin disparar un solo tiro, y habían apodado la actual era Lawpan (jefe en chino); sintió como si Mandalay fuera una colonia no declarada de la provincia de Yunnan. Daw Amar era una defensora acérrima de la historia, la cultura, la religión y la soberanía birmanas encarnadas en su lugar de nacimiento, la última capital real de Birmania, Mandalay, por lo que en su perspectiva era ampliamente nacionalista, religiosa y etnocéntrica, tradicionalista y, sin embargo, había estado a la vanguardia de modernizando el lenguaje escrito, fomentando el entendimiento mutuo y la amistad entre la Bamar dominante y las minorías étnicas en conjunto con su esposo, promoviendo la educación sexual y la conciencia pública sobre el problema del VIH/SIDA, y expresando quejas sobre las contribuciones laborales no remuneradas de las mujeres en la sociedad.
Ludu Daw Amar murió el 7 de abril de 2008 a la edad de 92 años. Su hogar era Ludu Taik en Mandalay con su segunda hija Tin Win (n. 1947) a cargo del negocio editorial y su hijo menor Nyein Chan (escritor Nyi Pu Lay - n. 1952) y su familia. Su hija mayor, Than Yin Mar (n. 1943), profesora jubilada de medicina que también ha comenzado a escribir, asumiendo que uno de los antiguos nombres de pluma de su madre, Mya Myint Zu, se ocupaba de su salud. Le sobrevivieron sus dos hijos, dos hijas y seis nietos.